# Neosardus lepidus
Neosardus lepidus är en tvåvingeart som beskrevs av Roberts 1929. Neosardus lepidus ingår i släktet Neosardus och familjen svävflugor. Inga underarter finns listade i Catalogue of Life.